# Освалд Ахенбах
Освалд Ахенбах (Диселдорф, 2. фебруар 1827 — Диселдорф, 1. фебруар 1905), био је немачки сликар који је припадао диселдорфској школи сликарства.
У своје време припадао је међу познатијим сликарима у Европи. Његов брат Андреас Ахенбах, који је био 12 година старији, такође један од познатијих пејзажа и марине сликара 19. века.

## Биографија

### Породица
Какав је разлог био за њихово раздвајање то се не зна, једноставно су један другог избегавали а касније су и сваки могући контакт обуставили. Чак и када је Освалд умро није се појавио Андреас на његовој сахрани. Можда је љубомора била разлог томе. Дуго година стајао је Освалд у сенци свога брата који је био популаран у Немачкој.
Освалд као пети од укупно десеторо деце рођен је у Диселдорфу. Његови родитељи су били Херман Ахенбах и Кристина Цилх. Херман Ахенбах је обављао низ различитих занимања, као прво био је запошљен у једној фабрици где се производило пиво и сирће, у међувремену поседовао је и једну кафану у Диселдорфу, а касније је радио и као књиговођа.
Још док је Освалд био дете породица се преселила у Минхен, где је Освалд за једно кратко време посећивао основну школу. Када се тачно породица Ахенбах поново преселила у Диселдорф није познато.

### Ученик диселдорфске академије
Освалд је већ 1835. са осам година био примљен у почетнички разред „Диселдорфске Уметничке Академије“. У то време то није било уобичајено, јер по прописима те школе могао је тек да се упише са 12 година, из ког разлога је Освалд Ахенбах другачије третиран такође није познато. Можда су прописи били усмерени само за талентоване цртаче као што је био Ахенбах, па је зато направљен један изузетак.
Шест година касније напушта Ахенбах академију, да би својим студирањем и запажањем у природи дао одговарајући смер свом стилу. Из његових цртачких блокова зна се да је у то време интензивно радио на пејзажима у околини Диселдорфа.

### Прва путовања дужа путовања
1843. са шеснаест година предузима Ахенбах своје прво вишемесечно путовање кроз горњу Баварску (Oberbayern) и северни Тирол (Нордтирол), при чему наставља своје студирање природе.
1850. путује Ахенбах са својим пријатељем а каснијим учеником Албертом Фламом и осталим сликарским колегама кроз горњу Италију, предео Кампања. У сваком случају био је то одлучујући прелом у његовом даљњем тражењу сопственог стила, који ће га касније пратити кроз сав његов сликарски живот. Од тог времена његове слике приказују претежно класичне италијанске мотиве, народни живот на југу Италије као сиромаштво, елегантност, црквене обичаје и славља, а такође и из осталог свакидашњег живота, били су његови познати мотиви.
Сликарски утицај на његов рад од Јохана Вилхелма Ширмера и Карла Ротмана су у његовим сликама из тог времена уочљиви.
Даља путовања воде га за Ницу, Ђенову и Рим.
На том путовању упознаје Арнолда Беклина, Лудвига Тирша и Хајнриха Дребера, са њима проводи једно дуже време у Олевану.
Тирш је изјавио какве је утиске на њих оставила та природна лепота из околине Олевана и како су ови сликари различито одреаговали на њу. Док је Дребер пажљиво оловком скицирао сваки детаљ у природи, Беклин је данима шетао по околини, да би та околина оставила неки утисак на њега и тек касније унео по неки детаљ у свој блок за цртање. Ахенбах и Флам су директно у природи правили своје уљане слике.

### Прве интернационалне награде и стварање породице
3. маја 1851. оженио је Ахенбах Јулију Арне са којом је био верен још од 1848.
Између 1852. и 1857. родиле су се четири ћерке у породици Ахенбах, једини син родио се 1861.
- 1852. са 25 година постаје почасни члан „Амстердамске Академије“
- 1855. учествује са више својих радова на светској изложби у Паризу где је био награђен.
- 1859. на излагању у „Париском Салону“, као почасном госту додељена му је златна медаља.
- 1861. на „санкт Петерзбурговој академији Уметности“ додељена му је титула почасног члана.
- 1862. добива ту исту награду од „Уметничке Академије у Ротердаму“.
- 1868. постаје почасни члан „Бечке Академије Уметности“.

### Диселдорфска академија
1863. добија професорско место на „Диселдорфској Академији Уметности“, да предаје пејзажско сликарство. Од 1866/1867. водио је мајсторски разред на тој академији. По преузимању професорске столице на диселдорфској академији, све више му долазе почасна признања из иностранства. Када је увидео да га је та обавеза толико окупирала да више није имао времена да се посвети свом сликарству, поставља Теодора Хагена и Алберта Флама као своје заменике и напокон 1872. даје оставку.
У његове ученике убрајају се:
- Грегор фон Бохман
- Артур Каламе
- Темистокле фон Екенбрехер
- Теодор Хаген
- Луис Колиц
- Карл Зајбелс

Његово учестало излагање на „Париском Салону“, где уосталом ужива велико поштовање, доприноси му у склапању нових познанстава и у добивању нових купаца за његове радове.

### Последња путовања
Његово задње путовање кроз Италију предузима Ахенбах почетком лета 1882. и посећује Фиренцу, Рим и поново Непал и Соренто.
1897. планира поново да путује за Флоренцу али због болести морао је још у швајцарској да одустане од тог путовања.
На његов седамдесети рођендан 1897. проглашен је за почасног грађанина његовог родног града Диселдорфа.